# Receptor de reconocimiento de patrones
Los receptores de reconocimiento de patrones (PRR, por sus siglas en inglés, de Pattern Recognition Receptor) son receptores presentes en las células que participan en el sistema inmunitario innato identificando moléculas asociadas con patógenos microbianos, así como señales de peligro, dando inicio a la respuesta inmune.
Las moléculas microbianas que un PRR puede reconocer se denominan patrones moleculares asociados a patógenos (o PAMP, por sus siglas en inglés).
Incluyen carbohidratos bacterianos, como los lipopolisacáridos o la manosa; ácidos nucleicos, como ADN y ARN bacteriano o viral; peptidoglicano o ácido lipoteicoico que procedan de una bacteria Gram positiva; formilmetionina y lipoproteínas.
Las señales de estrés endógeno se denominan patrones moleculares asociados a peligro (DAMP, también denominados alarminas, porque su presencia alarma al sistema inmune sobre el daño producido) e incluyen el ácido úrico, ATP, fibrina, entre otras moléculas.
La activación de los PRR inicia la cascada de respuestas que dirigen la respuesta defensiva del huésped con el fin de destruir al patógeno, particularmente la secreción de citocinas. También permiten la activación de las células presentadoras de antígenos para que activen a los linfocitos T en lo que será la respuesta de inmunidad específica contra ese antígeno.

## Clasificación
Los PRR se clasifican en múltiples familias, siendo las más conocidas cuatro de ellas: los receptores de tipo Toll (TLR), receptores de tipo NOD (NLR), receptores de tipo RIG-I (RLR) y receptores de lectina tipo C (CLR).

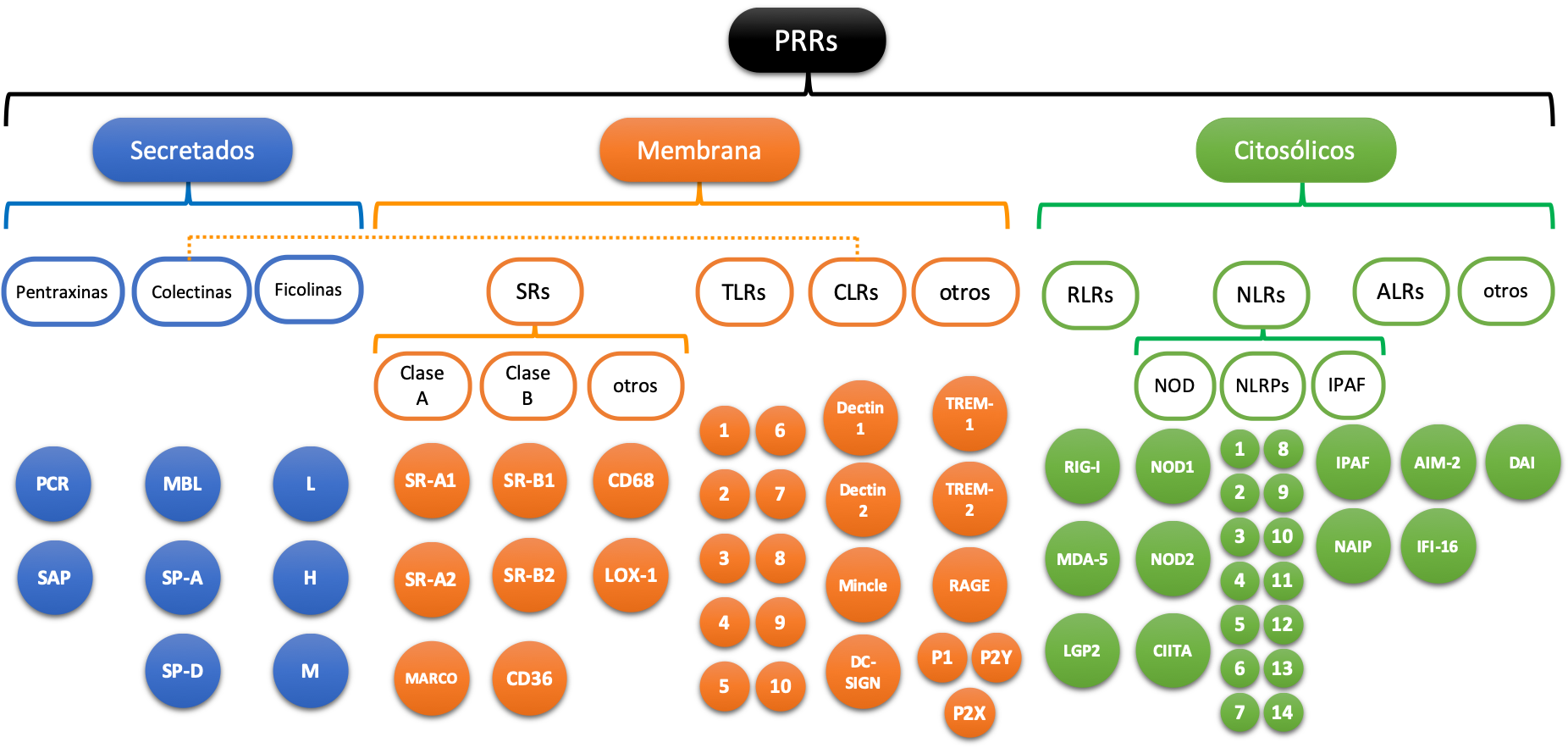
PRRs: Receptores de reconocimiento de patrón; PCR: proteína C reactiva; SAP: “Serum Amiloid P”; MBL: Proteína/lectina unidora de Manosas; SP-A: Proteína surfactante pulmonar D; SP-D: Proteína surfactante pulmonar D; SR: “Scavenger Receptor”; LOX: “Lectin-like oxidized LDL receptor”; TREM: The triggering receptor expressed on myeloid cells; RAGE: the receptor for advanced glycation endproducts ; TLR: “toll-like Receptors”; CLRs: “C-type Lectin Receptors”; NLRs: “NOD-like Receptors”; RIG: “Retinoic Acid Inducible Gene”.

Los PRRs son clasificados de acuerdo a su afinidad al ligando, función o relación evolutiva. Sobre la base de la función pueden ser clasificados en PRR endocíticos y PRR de señalamiento.
- PRR Secretados: muchos de estos receptores se unen a los PAMP del patógeno actuando como opsoninas. Un ejemplo es la lectina de unión a manosas que activa el sistema del complemento.
- PRR señalizadores: incluyen la gran familia de receptores tipo Toll (unidos a la membrana celular) y receptores tipo NOD del citoplasma. Son receptores que se localizan en la superficie celular y que tras reconocer el PAMP activan vías de señalización en las que interviene NF-κB que culminan con la expresión de citoquinas y moléculas coestimuladoras. Son los TLRs en mamíferos y los receptores Toll en Drosophila.
- PRR endocíticos: Permiten la unión, absorción y destrucción de los microorganismos por los fagocitos, sin la transmisión de señales intracelulares. Estos PRR reconocen carbohidratos e incluyen los receptores de manosa de los macrófagos, los receptores de glucano presente en todos los fagocitos y los receptores barredores que reconocen ligandos cargados, son encontrados en los fagocitos y están encargados de la eliminación de células apoptóticas.